# Église Sainte-Marie-Madeleine de Marcoussis
L’église Sainte-Marie-Madeleine est une église paroissiale de culte catholique, dédiée à sainte Marie-Madeleine, située dans la commune française de Marcoussis et le département de l'Essonne.

## Situation
| \| Localisation de l'église Sainte-Marie-Madeleine dans l'Essonne. · Église Sainte-Marie-Madeleine \| Localisation de l'église Sainte-Marie-Madeleine dans l'Essonne. |
| Localisation de l'église Sainte-Marie-Madeleine dans l'Essonne. · Église Sainte-Marie-Madeleine                                                                       |

L'église Sainte-Marie-Madeleine est située dans le centre-ville de Marcoussis, dans la vallée de la Salmouille. Elle est implantée face à la place de la République qui marque le carrefour entre le boulevard Charles-Nélaton, la rue Alfred-Dubois, empruntée par la route départementale 446, la rue Jean-Duboscq, la rue Eugène-Moutard-Martin et la rue Pasteur.

## Historique
Un prieuré rattaché à l'abbaye de Saint-Wandrille fut implanté à cet endroit à partir du début du XIIe siècle. Mais le rattachement aurait pu se faire dès 663. L'église, à la base était dédiée à Saint-Wandrille. Mais comme le pieux abbé est mort le 22 juillet, jour de la fête de Sainte Marie-Magdelaine, il y a eu confusion. Entre 1402 et 1408, Jean de Montagu, seigneur des lieux fit édifier le chœur. La famille Graville va beaucoup apporter à l'édifice. L'Amiral édifie une poutre de gloire et apporte de nouveaux vitraux. Sa fille, Anne, voulait construire des bas-côtés à la nef, mais le prieur, rappelant les droits qui avaient été signés avec Montagu, les travaux et le projet s'arrêtent. Sur la nef, au côté Nord, deux piliers en calcaire rappellent ces travaux du XVIe siècle. En 1562, les calvinistes saccagent le prieuré et l'église, brûlent le prieuré et le monastère des Célestins. 
Lors de la Révolution, le monastère des Célestins est détruit et l'église se retrouve le seul monument religieux de Marcoussis. Toutes les richesses du monastère, du prieuré et de l'église sont confisquées et transportées à Versailles. L'Empire restitue les biens aux religieux ; le monastère et le prieuré ayant disparu, l'église retrouve tous les biens dont La Vierge à l'enfant, une œuvre religieuse attribuée à Jean de Cambrai, sculptée en 1408, et offerte par le duc de Berry au monastère des Célestins. Entre 1883 et 1888, les vitraux sont changés et fabriqués à Chartres, dans les ateliers Lorin.
L'église a été inscrite aux monuments historiques le 17 décembre 1965.

## Description
La nef, construite en silex est le reste de la chapelle du prieuré dédié à Saint-Wandrille. Elle aurait été édifiée entre 1142 et 1170, mais elle aurait pu être construite avant ces dates puisque le Cartulaire de Longpont mentionne un curé, Pierre, en 1120. Le clocher en meulière aurait été construit au début du XIIIe siècle. Le chœur en pierre taillé de grès date du XVe siècle. Les clefs de voûte sont ornées des armes des Montagu et des Graville. À droite de la nef se trouve une chapelle à voûtes d'arêtes. La façade de style gothique flamboyant est surmontée d'un clocheton. Le clocher du XIIe siècle est surmonté d'une lanterne en meulière au toit octogonal,,,.

## Mobilier
À l'intérieur de l'église, le chœur est surmonté d'une poutre de gloire du XVIe siècle sur lequel on retrouve les armes des Graville et est meublé d'un autel néogothique du XIXe siècle. Une statue de la Vierge à l'Enfant en marbre de Carrare datant du XVe siècle, sculptée par Jean de Cambrai, a été classée aux monuments historiques de même que les 14 stalles du XVIIIe siècle et la cloche datée de 1765.
La verrière axiale, Jésus chez Marthe et Marie, a été réalisée par les ateliers Lorin de Chartres en 1887 et signée par la veuve de Nicolas Lorin, Marie Françoise Dian (baie 0).
Dans la nuit du 23 au 24 mai 1973, un tableau de Théodore Chassériau de 1855, représentant Jésus chez Marthe et Marie est volé. Le tableau a été retrouvé en Allemagne et a été restitué à la ville de Marcoussis.

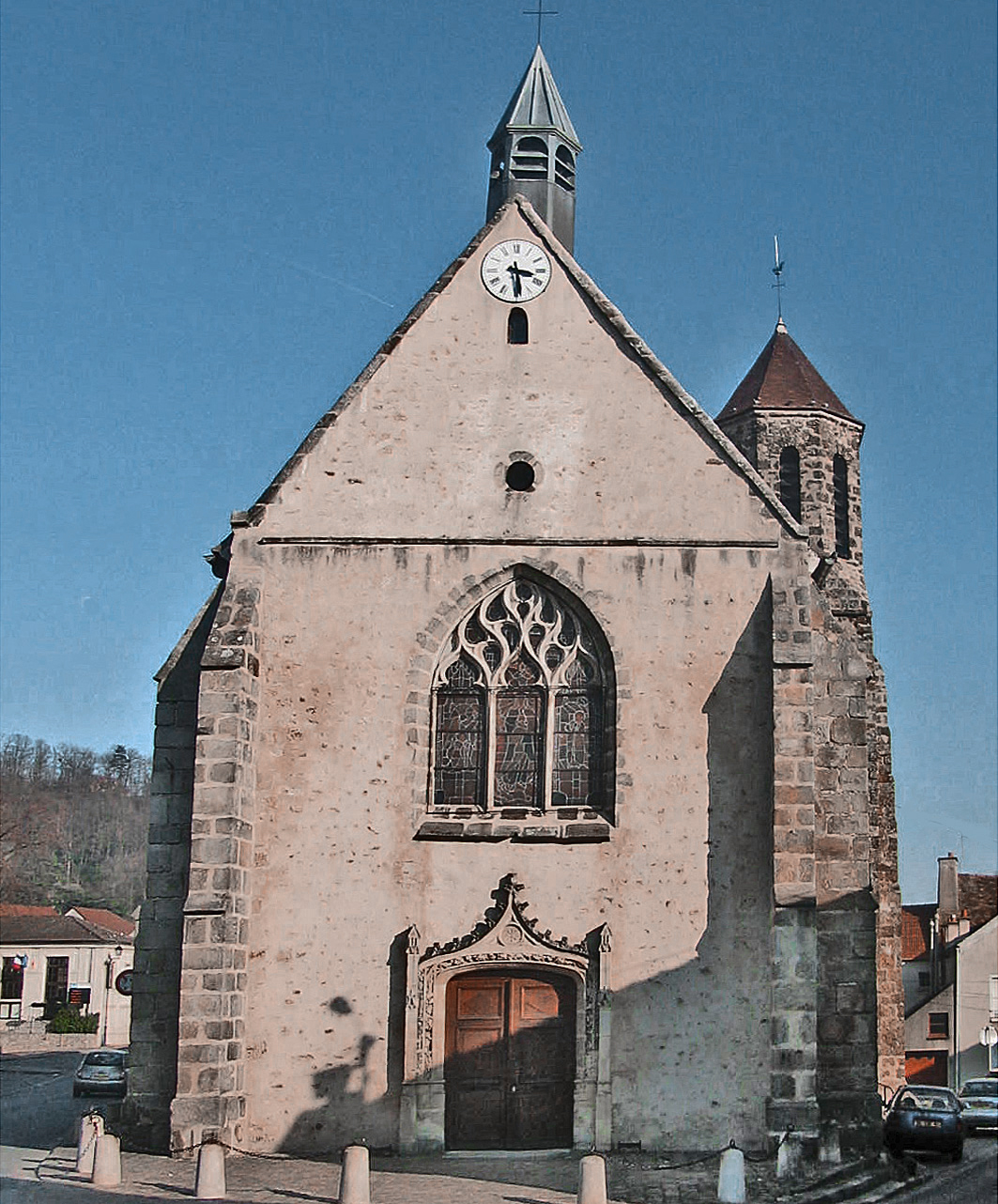
La façade occidentale.
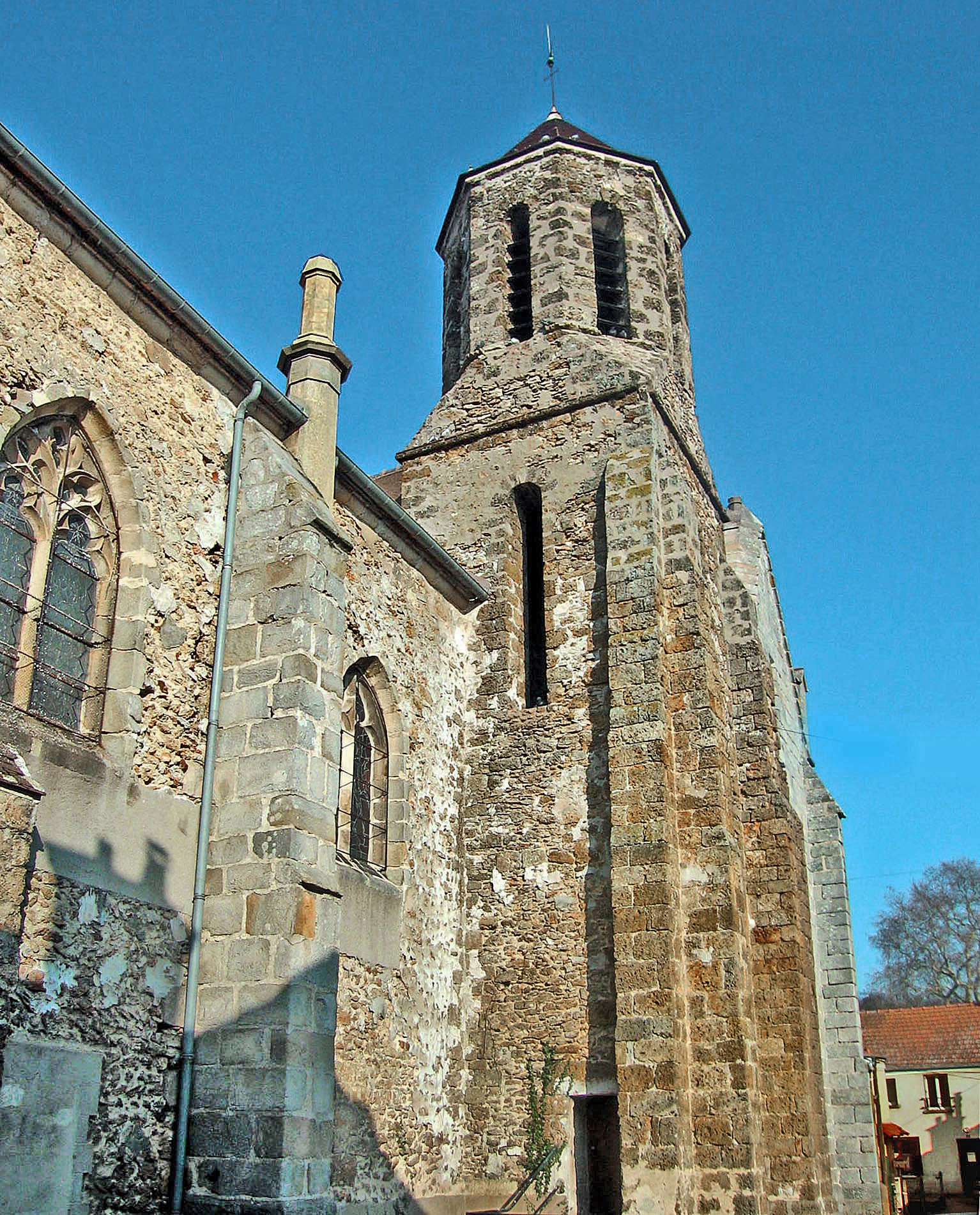
Le clocher.
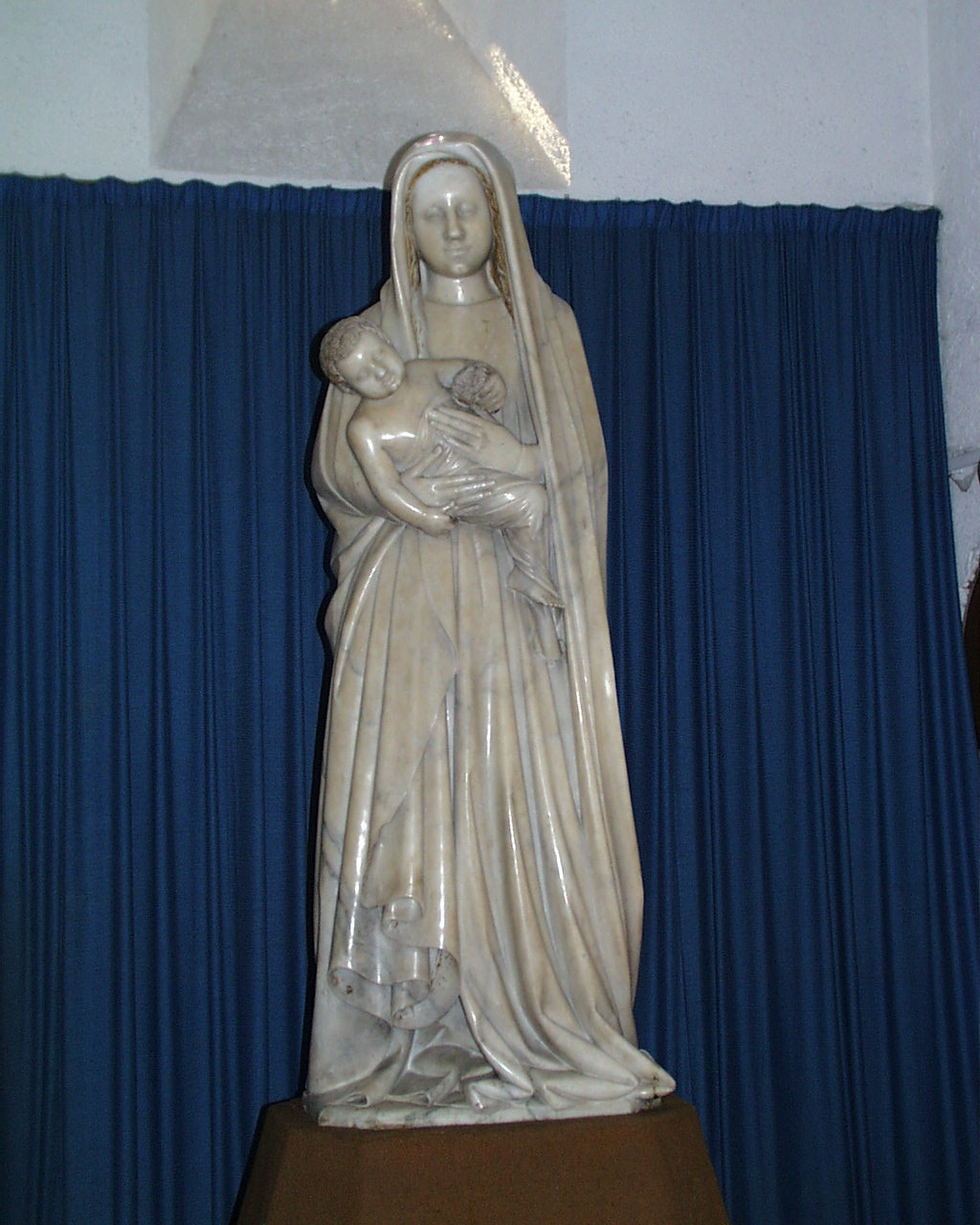
Jean de Cambrai, Vierge à l'Enfant.
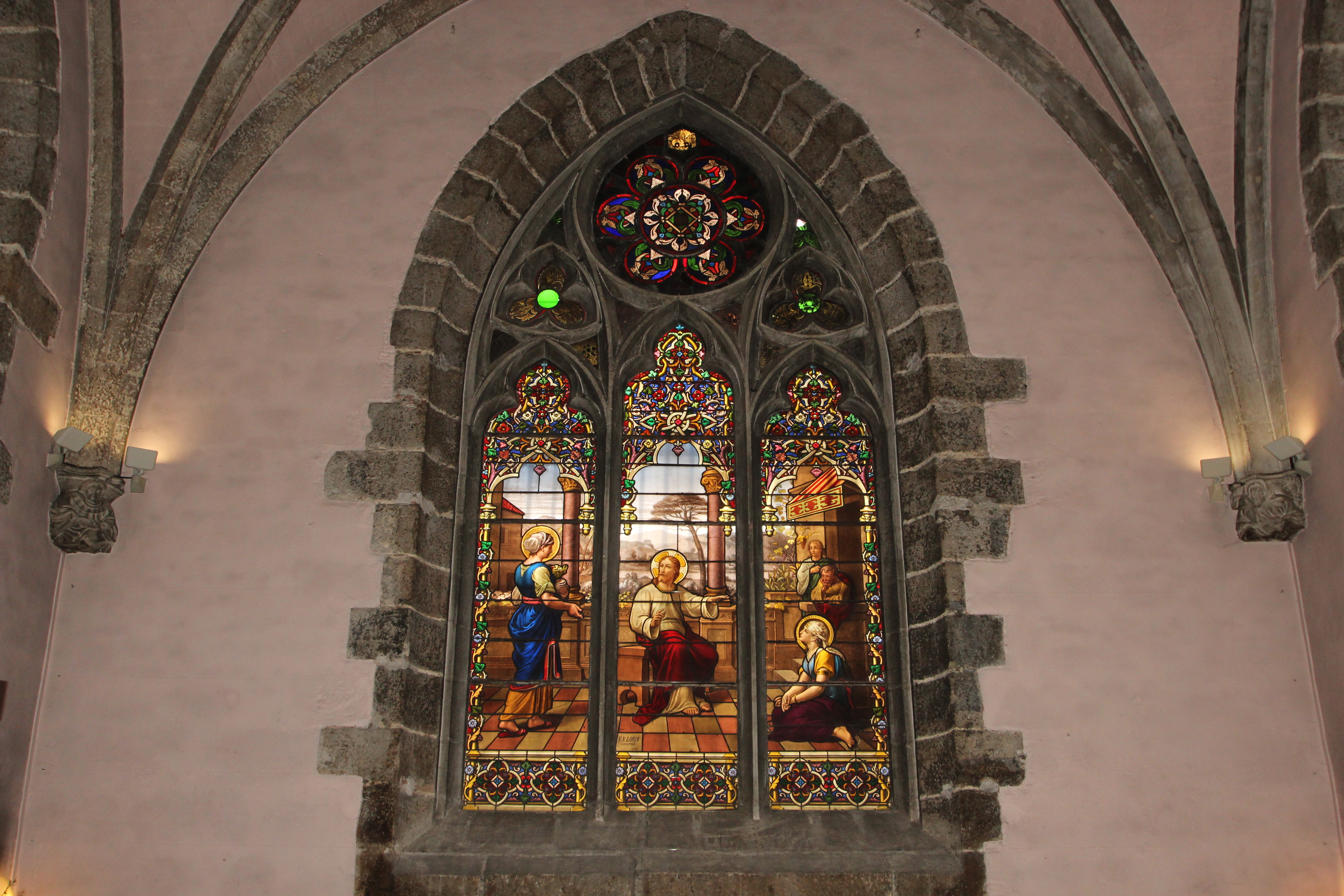
Ateliers Lorin, Jésus chez Marthe et Marie, vitrail, baie 0.

## Liste des curés de la paroisse
- 1300 : Pierre Le Blont.
- 1440 : Mahy de Boisgiloust, dit Routier, en procès avec des paroissiens au sujet d'un pré[réf. nécessaire].
- 1458-1458 : dom Vincent Folucque.
- 1458-1463 : dom Guillaume le Villain, dom Guillaume Boyvin prêtre, Pierre du Doit, vicaire se déguise en femme, il est accusé par des paroissiens de vivre depuis longtemps en concubinage avec une nommée Berthelière[réf. nécessaire].
- 1465-1467 : dom Jean de Ysac (Essaco) ou encore Jean Dysiac , Jean de Boussanges, prêtre.
- 1468 : dom Gervais Gosse, qui deviendra également fermier du prieuré[réf. nécessaire].
- 1506 : Gervais Gosse (mort vers 1506).